# Daniel Kvammen
Daniel Kvammen (Geilo, 27 aprile 1988) è un cantante norvegese.

## Biografia
Daniel Kvammen si è fatto conoscere con l'album in studio d'esordio Fremad i alle retninga (2015), classificatosi al 19º posto della VG-lista, certificato oro dalla IFPI Norge per le 10 000 unità equivalenti e finito in lizza per un Spellemannprisen; il disco contiene Du fortenar ein som meg, certificata platino e candidata per lo Spellemannprisen alla canzone dell'anno.
Due anni più tardi ha fatto ritorno sulle scene musicali con l'LP Vektlaus, secondo album dell'interprete a entrare la top 20 norvegese. Il disco seguente, Maktlaus (2017), contiene Som om himmelen revna, premiato con lo Spellemannprisen al video dell'anno.
Guta som gret, reso disponibile per il consumo a partire dall'ottobre 2021, ha debuttato alla 26ª posizione della classifica nazionale.

## Discografia

### Album in studio
- 2015 – Fremad i alle retninga
- 2017 – Vektlaus
- 2017 – Maktlaus
- 2021 – Guta som gret
- 2022 – Absolutt klining

### EP
- 2015 – 1988 EP

### Singoli
- 2013 – Ingen vega utenom/Alt for mykje tå alt for lite
- 2015 – Du fortenar ein som meg
- 2015 – Daue fugla
- 2015 – Fuck deg, helsing 90-talet
- 2015 – 23. desember
- 2017 – Me dansar ikkje for moro skyld
- 2017 – Gatelangs gjennom sorg og synd
- 2017 – Som om himmelen revna (feat. Lars Vaular)
- 2017 – Ultraliv
- 2017 – Så godt at det gjør vondt
- 2017 – Ubestemte absolutta
- 2018 – Om du vil ei gong til
- 2019 – Einsam i lag (con Eva Weel Skram)
- 2020 – Falle frå jorda
- 2020 – Janteloven
- 2020 – Me to er ein evighet (con Gabrielle)
- 2021 – Tid forbi ti amor
- 2021 – Den tyngste turen (con Aslag Haugen)
- 2021 – Min egen verste venn
- 2021 – Ventar på mirakelet (con Daniela Reyes)
- 2022 – Kamikaze (con Amanda Bergman)
- 2022 – Einsam i lag
- 2022 – Den finast eg veit
- 2022 – Vikla inn i kvite spor
- 2023 – Endelaus sommar
- 2023 – Frosne hjarte (con i Darling West)
- 2024 – På repeat (con Yngvil)